# Charles Constantin
Titus Charles Constantin (* 7. Januar 1835 in Marseille; † 27. Oktober 1891 in Pau) war ein französischer Dirigent und Komponist.

## Leben und Wirken
Charles Constantin studierte Komposition am Pariser Konservatorium bei Ambroise Thomas. Mit der Kantate David Rizzio nach einem Text von Gustave Chouquet gewann er 1863 den Second Grand Prix de Rome; Träger des ersten Preises war in diesem Jahr Jules Massenet. 
Der ehemalige Direktor der Société nationale des Beaux-Arts, Louis Martinet, engagierte ihn als Dirigent an das 1865 von ihm eröffnete Théâtre des Fantaisies-Parisiennes. Neben deutschen und italienischen Opern brachte er hier das Repertoire der französischen Opéra Comique mit Kompositionen von Ferdinand Hérold (Les Rosières, Le Muletier), Pierre-Alexandre Monsigny (Le Déserteur), François-André Philidor (Le Sorcier) und François-Adrien Boieldieu (Le Nouveau Seigneur du village, Le Calife de Bagdad, La Fête du village voisin) zur Aufführung. 1869 dirigierte er die Uraufführung von Federico Riccis Une Folie à Rome.
1871 wurde Constantin an das Casino in der Rue Cadet engagiert, ein Konzert- und Ballhaus, wo er in Anlehnung an die berühmten Concerts Pasdeloup wöchentlich drei große Konzerte zu geben hatte. Nach einem Engagement am Athénée (1872–73) holte ihn Hippolyte Holstein als Dirigent an sein neues Théâtre de la Renaissance. Anfang 1876 wurde er als Nachfolger von Adolphe Deloffre an die Opéra-Comique berufen. Der neue Direktor des Hauses, Léon Carvalho, vergab die Stelle aber bereits im September des gleichen Jahres an Charles Lamoureux.
Aus gesundheitlichen Gründen verließ Constantin Paris. Er dirigierte einige Zeit am Théâtre du Capitole in Toulouse und am Königlichen Theater von Lissabon. 1878 wurde er als künstlerischer Leiter an das Casino von Royan engagiert, wo er in jeder Sommersaison Konzerte und Opernaufführungen veranstaltete. Im gleichen Jahr ließ er sich in Pau als Dirigent des Theaters der Stadt nieder.
Neben einigen Bühnenwerken komponierte Constantin Orchesterphantasien und Klavierarrangements zu populären zeitgenössischen Operetten und Opern.

## Werke
- Bak-Bek, Ballett in zwei Akten, UA 1867
- Salut, Kantate, UA 1867
- Dans la forêt, Komische Oper in zwei Akten, UA 1872
- Ouverture Villageoise
- Scène de pantomime